# سحلية فينيقية
السِحْليَّة الفينيقيَّة (الاسم العلمي: Phoenicolacerta) هي جنسٌ من السحالي الجدارية ضمن فصيلة السحالي الحقيقيَّة. وُصف الجنس لأول مرةٍ في عام 2007.

## الأنواع
- سحلية فينيقية مزرقة (شميتلر وبيشوف، 1999)
- السِحْليَّة الفينيقيَّة لكولزر (مولر [الإنجليزية] وفيتشتاين [الإنجليزية]، 1933)
- السِحْليَّة الفينيقيَّة الملساء (غراي، 1838)
- سحلية فينيقية ترودوسية (فيرنر، 1936)